# Zeeluipaard
De zeeluipaard (Hydrurga leptonyx) is een zeehond uit de familie Phocidae. Het is de enige soort van het geslacht Hydrurga.

## Kenmerken
Het lichaam van de zeeluipaard is sterk gestroomlijnd, waardoor hij hoge snelheden in het water kan bereiken. De kop is sterk afgevlakt en lijkt daardoor wel reptielachtig. Zeeluipaarden bewegen zich met hun lange voorvinnen door het water. Een mannetje is ongeveer 3 m lang en 270 kg zwaar. De vrouwtjes kunnen tot 4 m lang en 600 kg zwaar worden. De kleur is aan de bovenzijde van het lichaam donkergrijs en aan de onderzijde zilverwit. Op de kop en aan de zijkanten komen grijze vlekken voor.

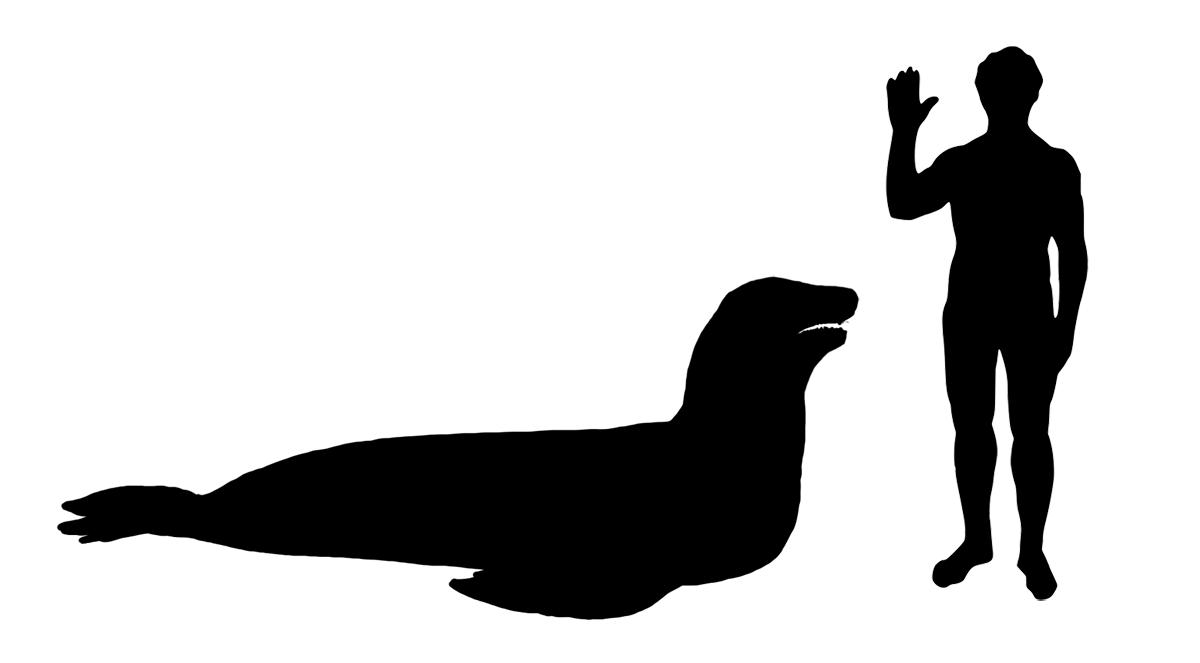
De grootte van een zeeluipaard in vergelijking met die van een mens

Zeeluipaarden leven langs de randen van het pakijs in de wateren rond Antarctica. Hun aantal wordt op 400.000 dieren geschat. Ze worden in diverse natuurboeken en natuurdocumentaires over dit gebied neergezet als zeer geduchte jagers.

## Voedsel en gedrag

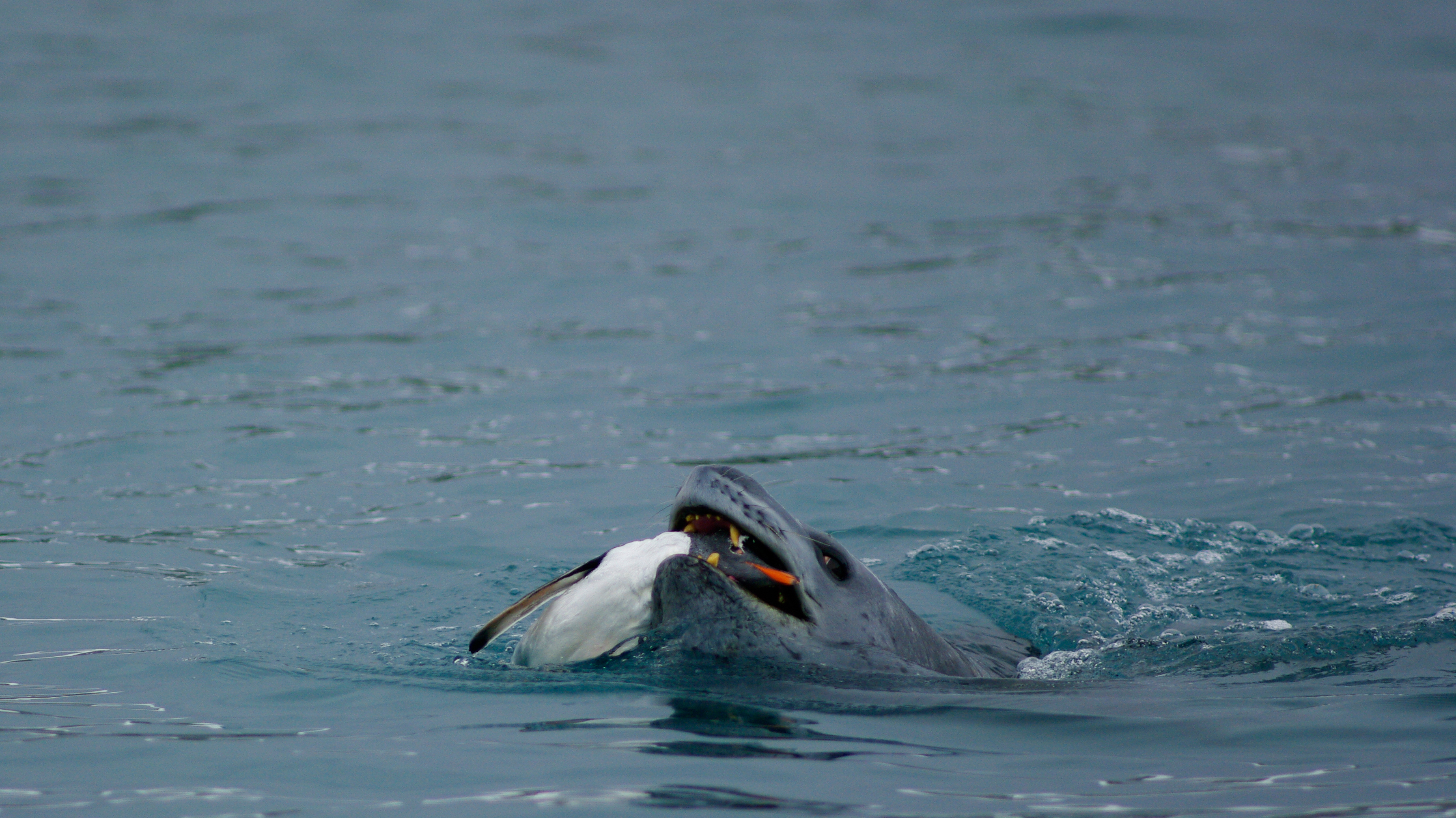
Een zeeluipaard vangt een Pygoscelis papua in de buurt van Palmer Station in Antarctica (2009)

Een zeeluipaard leeft van verschillende dieren, zoals de pijlinktvis, koningspinguïns en keizerspinguïns, krill, zeevissen, en weddellzeehonden. Zeeluipaarden voeden zich het liefst met warmbloedige dieren. Sommige zeeluipaarden hebben zich gespecialiseerd in het vangen van weddellzeehonden en anderen in het vangen van pinguïns. Indien noodzakelijk achtervolgen ze hun prooi tot op het ijs. Ze hebben voor het vangen van hun prooi een extra grote bek en vrij scherpe tanden. Bij sommige van de prooien, vooral pinguïns, slingert de zeeluipaard de prooi boven het wateroppervlak in zijn bek heen en weer om er stukken vlees van af te scheuren. Krill eten ze - althans in gevangenschap - op een gelijkaardige manier als walvisachtigen: ze zuigen water met krill op en filteren het krill met behulp van gespecialiseerde tanden uit het water.
Zeeluipaarden leven solitair en komen alleen bij elkaar tijdens paringstijd (december en januari). Na de paring graaft het vrouwtje een hol in het ijs waar zij haar jong zal baren. Ze zorgt voor het jong totdat het voor zichzelf kan zorgen.
Tijdens de paringstijd zingen mannelijke zeeluipaarden “liedjes” (unieke sequenties van stereotiepe klanken) onderwater om vrouwtjes aan te trekken en territorium aan te geven. Ze zingen een klankensequentie en  zwemmen daarna naar het wateroppervlak om adem te halen om daarna het zingen te hernemen, dit patroon doen ze urenlang om zo hun kansen te verhogen dat hun liedje gehoord wordt door een vrouwtje. Men denkt lang zingen nodig is wegens de korte paartijd en dat zeeluipaarden schaars verdeeld zijn onder het pakijs.

## Relatie met de mens
Zeeluipaarden durven mensen te achtervolgen of te bijten als ze hen verstoren. Tijdens Ernest Shackleton’s Antarctische expeditie werd een expeditielid achtervolgd door een zeeluipaard, een ander lid schoot het dier daarom dood. Tijdens Gareth Wood’s Antarctische expeditie (1985) werd hij bijna van het ijs af gesleurd door een zeeluipaard. Andere expeditieleden wisten hem te bevrijden voor met hun stijgijzers tegen het dierenhoofd te schoppen.
In 2003 doodde een zeeluipaard een onderzoekster in Antarctica. Ze verdronk nadat het dier haar onderwater sleurde tijdens een duik-inspectie van wetenschappelijke instrumenten.

Niet alle interacties tussen mensen en zeeluipaarden verlopen vijandig. Een bekend voorbeeld daarvan is de National Geographic fotograaf Paul Nicklen. Tijdens het maken van een reportage over zeeluipaarden in 2006, kwam Nicklen een vrouwtjes zeeluipaard tegen. Het dier nam zijn camera en zijn hoofd in haar bek maar verwonde hem niet. In de plaats van hem aan te vallen, bracht ze hem vier dagen lang pinguïns. Eerst levende exemplaren, daarna dode. Nicklen vermoed dat ze hem probeerde te voederen.